# John Milner
John Milner (Huddersfield, 14 maggio 1942) è un ex calciatore inglese, di ruolo difensore.

## Carriera
Milner si forma e inizia la carriera agonistica nell'Huddersfield Town, con cui gioca tre stagioni nella serie cadetta inglese.
Nel 1963 viene ingaggiato dal Lincoln City, club di Fourth Division, giocandovi quattro stagioni prima di passare al Bradford PA.
Nel 1968 si trasferisce in America per venire ingaggiato dagli statunitensi del Boston Beacons, con cui disputa la prima edizione della North American Soccer League. Milner con i Beacons chiuse la stagione al quinto ed ultimo posto della Atlantic Division.
L'anno seguente si trasferisce in Canada per giocare nel Vancouver Columbus, club militante nei campionati locali della Columbia Britannica.
Nella stagione 1974 ritorna nella NASL per giocare nella Denver Dynamos, con cui gioca un solo incontro e ottiene il terzo e ultimo posto della Central Division.